# Rolf Thorsen
Rolf Bernt Thorsen (* 22. Februar 1961 in Zürich) ist ein ehemaliger norwegischer Ruderer, der zwei olympische Silbermedaillen gewann.

## Karriere
Seine erste internationale Medaille gewann Rolf Thorsen bei den Ruder-Weltmeisterschaften 1981. Zusammen mit Alf Hansen belegte er den dritten Platz im Doppelzweier. 1982 erhielten die beiden Gold und 1983 erreichten sie den zweiten Platz hinter Thomas Lange und Uwe Heppner aus der DDR. Bei den Olympischen Spielen 1984 verpassten die beiden das Finale und belegten am Ende nur den elften Platz.
1987 saß Thorsen im norwegischen Doppelvierer und gewann bei den Weltmeisterschaften Silber hinter dem Boot aus der Sowjetunion. Zu den Olympischen Spielen 1988 fuhr der norwegische Doppelvierer mit Vetle Vinje, Lars Bjønness, Rolf Thorsen und Alf Hansen als Mitfavorit, musste sich aber im Finale den Italienern um Agostino Abbagnale geschlagen geben. 
1989 traten Lars Bjønness und Rolf Thorsen als Doppelzweier an und gewannen den Titel bei den Weltmeisterschaften. Dies brachte beiden die Morgenbladet-Goldmedaille ein. Bei den Olympischen Spielen 1992 saßen Thorsen und Bjønness zusammen mit Kjetil Undset und Per Sætersdal im Doppelvierer und erkämpften Silber hinter dem deutschen Doppelvierer. 1993 belegten Thorsen und Bjønness  nun wieder im Doppelzweier den zweiten Platz hinter den Franzosen Yves Lamarque und Samuel Barathay. 1994 gewann Thorsen seine dritte Goldmedaille bei Weltmeisterschaften, die zweite mit Lars Bjønness.
1996 erhielt Rolf Thorsen die Thomas-Keller-Medaille vom Weltruderverband FISA.

## Erfolge im Überblick

### Olympische Spiele
- 1988: Silber Doppelvierer
- 1992: Silber Doppelvierer

### Weltmeisterschaften
- 1981: Bronze Doppelzweier
- 1982: Weltmeister Doppelzweier
- 1983: Silber Doppelzweier
- 1987: Silber Doppelvierer
- 1989: Weltmeister Doppelzweier
- 1993: Silber Doppelzweier
- 1994: Weltmeister Doppelzweier